# Jacques Perrier
Pour les articles homonymes, voir Jacques Perrier (homonymie) et Perrier.
Jacques Perrier, né le 4 décembre 1936 à Paris, est un évêque catholique français, évêque émérite du diocèse de Tarbes et Lourdes depuis février 2012.

## Biographie

### Formation
Après avoir obtenu un diplôme d'études supérieures en lettres classiques à l'université de la Sorbonne, Jacques Perrier est entré au séminaire des Carmes, obtenant une licence de théologie à l'Institut catholique de Paris.
Par la suite, il a complété sa formation comme auditeur à l'Institut des hautes études de Défense nationale (IHEDN) de 1979 à 1980.

### Principaux ministères
Il a été ordonné prêtre le 7 mars 1964 pour l'archidiocèse de Paris.
Il a commencé son ministère sacerdotal dans les aumôneries d'étudiants, en particulier auprès des universités parisiennes de Jussieu, Censier et de la Sorbonne. Il a ainsi été directeur de 1969 à 1979 du « Cep », aumônerie des étudiants de Paris et successeur du centre Richelieu.
Sur le plan paroissial, après avoir été prêtre à Saint-Michel des Batignolles, il est curé de Saint-Ferdinand-des-Ternes de 1980 à 1983, puis recteur-archiprêtre de Notre-Dame de Paris jusqu'en 1990.
Il prend ensuite des responsabilités au niveau diocésain, comme premier directeur de Radio Notre-Dame, comme responsable de la catéchèse et de la pastorale sacramentelle de 1984 à 1990.
Nommé évêque coadjuteur de Chartres le 22 juin 1990, il est consacré le 16 septembre suivant par l'archevêque de Paris, le cardinal Jean-Marie Lustiger.
Après avoir été installé évêque titulaire de Chartres le 6 avril 1991, il est nommé évêque coadjuteur du diocèse de Tarbes et Lourdes le 20 mai 1997 avant d'en devenir l'évêque le 16 janvier 1998.
Au sein de la conférence des évêques de France, il a été membre du Comité permanent pour l'information et la communication et préside actuellement le comité « Études et projets ».
Ayant atteint la limite d'âge en 2012, sa démission est acceptée par le pape Benoît XVI le 11 février de cette même année. 
Il est depuis 2015 l'un des conseillers théologiques du site Questions Aleteia pour lequel il contribue régulièrement en tant qu'auteur et spécialiste[réf. souhaitée].
En 2020, il est l'auteur de la récente biographie d'Edmond Michelet, il a consacré plusieurs années à investiguer sur le « premier Résistant de France », survivant du camp de Dachau.

## Prise de positions

### Discours de Ratisbonne du pape Benoît XVI
À la suite de la polémique soulevée par le discours du pape Benoît XVI prononcé le 12 septembre 2006 lors de sa visite à l'université allemande de Ratisbonne une vive polémique a été reprise dans les médias lui attribuant des propos blessants pour les musulmans. Jacques Perrier, dans un communiqué publié dès le 17 septembre, s'est étonné d'une si vive polémique de la part de personnes qui, pour la plupart, n'ont pas eu la curiosité de lire le texte incriminé, attribuant au pape des citations datant de six siècles qu'il critiquait lui-même.

### Vis-à-vis de la SNCF
Durant l'été 2006, il s'est inquiété de la baisse de la qualité de service de la société de transport ferroviaire français par laquelle transitent chaque année 100 000 pèlerins qui se rendent à Lourdes, que ce soit en termes d'horaires et de retard. Il appréhende un repli de nombreux pèlerins vers le transport routier, bien plus polluant.

## Anecdotes

### Visites papales
Comme évêque du diocèse de Tarbes et Lourdes, Jacques Perrier a accueilli deux papes à Lourdes : 
- le pape Jean-Paul II, déjà très affaibli, venu en pèlerinage le 15 août 2004 pour son dernier voyage[4],
- le pape Benoît XVI venu en septembre 2008 à l'occasion du Jubilé du 150e anniversaire des apparitions mariales à Bernadette Soubirous.

## Distinctions

### Décorations
- Chevalier de la Légion d'honneur (2012)[5]
- Chevalier de l'ordre équestre du Saint-Sépulcre de Jérusalem